# Терзійський міст
Терзійський міст (алб. Ura e Terzive, серб. Терзиjски мост, тур. Terzi Köprüsü) — кам'яний арочний міст через річку Рибник у Косові. Знаходиться біля села Бістражин, поблизу Джяковіци. Є пам'яткою культури Сербії надзвичайної важливості. Міст складається з 11 арок, між якими розташовані ніші.

## Історія
Являє собою приклад середньовічного мостобудування в Косові, один із небагатьох, що дійшов до нашого часу. Міст побудований турками наприкінці XV століття через річку Рибник, причому побудований на старому шляху, що зв'язував Джяковіцу та Призрен. Неодноразово оновлювався та добудовувався, зокрема через зміну течії річки. Свій сучасний вигляд він набув у XVIII столітті.
У 1982-1984 проведено реставрацію.